# 賈斯珀 (密蘇里州)
賈斯珀（英語：Jasper）是位於美國密蘇里州賈斯珀縣的城市。

## 人口
根據2020年美國人口普查的數據，賈斯珀的面積為2.92平方千米，當中陸地面積為2.87平方千米，而水域面積為0.05平方千米。當地共有人口906人，而人口密度為每平方千米310人。